# 陈薇
陈薇（1966年2月26日—），女，汉族，浙江兰溪人，中华人民共和国预防医学家、生物防御专家，中国人民解放军军事科学院军事医学研究院生物工程研究所所长，少将军衔，中国工程院院士。第十二届全国人大代表，第十三届全国政协委员。长期从事生物危害防控研究，尤其致力于高致病性病原微生物新型疫苗和治疗药物的研发。因在抗击2019冠状病毒病中国大陆疫情过程中做出的贡献，获“人民英雄”国家荣誉称号。

## 生平
陈薇1966年出生于浙江省兰溪县，1988年获浙江大学化学工程学士学位，1991年获清华大学生物化工硕士学位。将近毕业时，本计划与深圳一家生物制药公司签约，偶然之间去军事医学科学院（今军事科学院军事医学研究院）取实验需要的抗体，才意外得知该单位的存在，为其实验室条件和研究内容所吸引，主动要求参军，进入军医科院微生物流行病研究所工作。期间于1995年至1998年攻读军医科院微生物学（基因工程）博士学位，2001年至2004年在军医科院生物工程研究所从事博士后工作。2002年破格晋升为研究员（正高级职称），2003年成为博士生导师。
2012年，由军医科院微生物流行病研究所副所长升调为生物工程研究所所长。2015年7月晋升中国人民解放军少将军衔。。2019年当选中国工程院医药卫生学部院士。
因在抗击2019冠状病毒病中国大陆疫情过程中做出的贡献，2020年8月11日，国家主席习近平签署第53号主席令，授予钟南山“共和国勋章”，授予张伯礼、张定宇、陈薇“人民英雄”国家荣誉称号。
她是第十二届全国人民代表大会代表，中国人民政治协商会议第十三届全国委员会委员。2021年5月30日，当选中国科学技术协会第十届全国委员会副主席。

## 贡献
陈薇长期从事生物危害防控研究，尤其致力于高致病性病原微生物新型疫苗和治疗药物的研发。曾在军中立二等功、三等功各2次。其与团队的代表性贡献有：
- 2003年SARS疫情暴发后，开发出重组人干扰素ω喷鼻剂，用于抑制SARS冠状病毒，1.4万名预防性使用该药物的医护人员无一感染。获评为解放军四总部非典防治工作先进个人，2003年度“中国十大杰出青年”。[2][13]
- 2008年汶川大地震后，担任国家减灾委-科技部抗震救灾专家组卫生防疫组组长。[13]
- 2012年，在炭疽防控研究方面取得突破性进展，开发出首个纳入国家战略储备的基因工程疫苗。[2][13][14]
- 2014年西非埃博拉病毒疫情暴发后，研发出世界首个2014基因型埃博拉病毒疫苗，并飞赴塞拉利昂在当地开展临床试验。[14][15][16][17]2017年成为全球首个获批新药的埃博拉疫苗。[18]
- 2019冠状病毒病中国大陆疫情暴发后，于2020年1月26日（正月初二）进驻武汉，协助加快检测和确诊速度，并表示要在12周内研制出疫苗。[19][20]团队与康希诺生物合作研制的腺病毒载体重组疫苗（Ad5-nCoV疫苗，商品名“克威莎”）于3月16日获批进入临床试验，4月12日进入二期临床试验。[21][22]试验结果验证了疫苗的安全性和免疫原性，两期数据在上发表。[23][24][25][26]8月9日，沙特阿拉伯卫生部（英语：Ministry of Health (Saudi Arabia)）宣布，三期临床试验将在利雅得、麦加和达曼开展。[27]同年8月11日，该疫苗被国家知识产权局授予发明专利权[28]，2021年2月21日向中国国家药监局提交附条件上市申请[29]，2月25日获国家药监局附条件批准注册申请[30][31]。该疫苗是目前中国批准上市的新冠疫苗中，唯一可采用单针接种程序的疫苗[32]。3月3日，全国政协委员、中国科学院院士、国家纳米中心主任赵宇亮表示，国家纳米中心团队正在和陈薇院士团队合作进行疫苗新型纳米载体的研发[33]。6月3日，陈薇表示，其团队正在研究“双非”疫苗（非注射、非冷链疫苗），可通过雾化等方式进行接种，剂量小，无痛苦，效率高[34]。

## 个人生活
1989年，陈薇去泰山旅游，在火车上与年长12岁的青岛黄海葡萄酒厂技术员麻一铭一见钟情。两人后成婚，育有一子。